# كارين فيني
كارين فيني (بالإنجليزية: Karen Finney)‏ هي صحفية وكاتبة العمود أمريكية، ولدت في 15 أغسطس 1967 في الولايات المتحدة.

## وصلات خارجية
- كارين فيني على موقع IMDb (الإنجليزية)